# Foxlux
A Foxlux é uma empresa brasileira fabricante e importadora de lâmpadas, ferramentas e produtos elétricos. É uma das empresas do Grupo Foxlux.

## História[1]
Foi fundada em 1997 na cidade de Pinhais, na Região Metropolitana de Curitiba, no Paraná. Iniciou suas atividades importando lâmpadas fluorescentes tubulares da China. Com a oscilação do dólar e a falta de opções no mercado, nos anos seguintes começou a importação de outros materiais, como campainhas, sensores, fitas isolantes e por fim ferramentas.
Em 2015, inaugurou outra unidade fabril voltada para a fabricação de cabos coaxiais. Em abril de 2017, lançou uma linha de pilhas alcalinas e baterias.
Possui mais de 800 produtos de 50 categorias diferentes no seu portfólio, que são fabricados e comercializados para o mercado nacional, além da América Latina.
Em 2016, foi considerada uma das 35 melhores empresas para se trabalhar, ficando em 5º lugar na categoria Pequena Empresa, segundo a Great Place To Work Institute, em parceria com o jornal paranaense Gazeta do Povo.

## Esporte
Desde 2012, a Foxlux patrocina o Paraná Clube, estampando a marca como patrocinador principal na camisa, sendo renovado em 2013 para a disputa da Série B e em 2015. Em 2017, a empresa voltou a patrocinar o clube paranaense, ano esse em que o clube teve o acesso à Série A do Campeonato Brasileiro. A novidade é que colocou a nova linha de pilhas alcalinas na camisa do clube, como forma de divulgação.
Em março de 2017, a Foxlux assinou com o Corinthians como um dos seus patrocinadores para toda a temporada de 2017.
Em 2019, voltou a patrocinar o Paraná Clube pela Série B do Campeonato Brasileiro.